# As If to Nothing
As If to Nothing è il secondo album studio del compositore scozzese Craig Armstrong, pubblicato il 19 febbraio 2002.

## Tracce
1. Ruthless Gravity - 5:59 (Armstrong)
2. Wake up in New York - 3:30 (Armstrong - Evan Dando)
3. Miracle - 3:21 (Armstrong)
4. Amber - 5:10 (Armstrong - Hilton)
5. Finding Beauty - 3:40 (Armstrong)
6. Waltz - 5:17 (Armstrong - Greie-Fuchs)
7. Inhaler - 4:59 (Armstrong)
8. Hymn 2 - 4:49 (Armstrong)
9. Snow - 3:54 (Armstrong - David McAlmont)
10. Starless II - 4:37 (Craig Armstrong/Bruford/Cross/Fripp/Richard Palmer-James/Wetton)
11. Stay (Faraway, So Close!) - 6:02 (U Two)
12. Niente - 4:49 (Armstrong)
13. Sea Song - 6:14 (Armstrong)
14. Let It Be Love - 3:50 (Armstrong)
15. Choral Ending - 2:49 (Armstrong)